# Iglesia de San Nicolás de Tolentino (Barranquilla)
La iglesia de San Nicolás de Tolentino de Barranquilla es una iglesia de culto católico bajo la advocación de San Nicolás de Tolentino, patrono de la ciudad. Es una edificación de estilo  ecléctico cuya construcción data de la segunda década del siglo XVII, la cual tomó alrededor de 300 años, cuando a fines del siglo XIX recibió el impulso definitivo para su culminación por monseñor Carlos Valiente, el presbítero Pedro María Revollo y las damas que recolectaban fondos entre la feligresía.
El templo está situado en el centro histórico de Barranquilla, presidiendo la plaza de San Nicolás, en el costado oriental del paseo de Bolívar. Fue iglesia pro-catedral de Barranquilla desde 1932, cuando la Santa Sede creó la diócesis de Barranquilla, hasta 1982, cuando la parroquia María Reina fue elevada a la categoría de Catedral. En 2005, la iglesia de San Nicolás de Tolentino fue declarada Bien de Interés Cultural de Carácter Nacional por el Ministerio de Cultura de Colombia.

## Historia

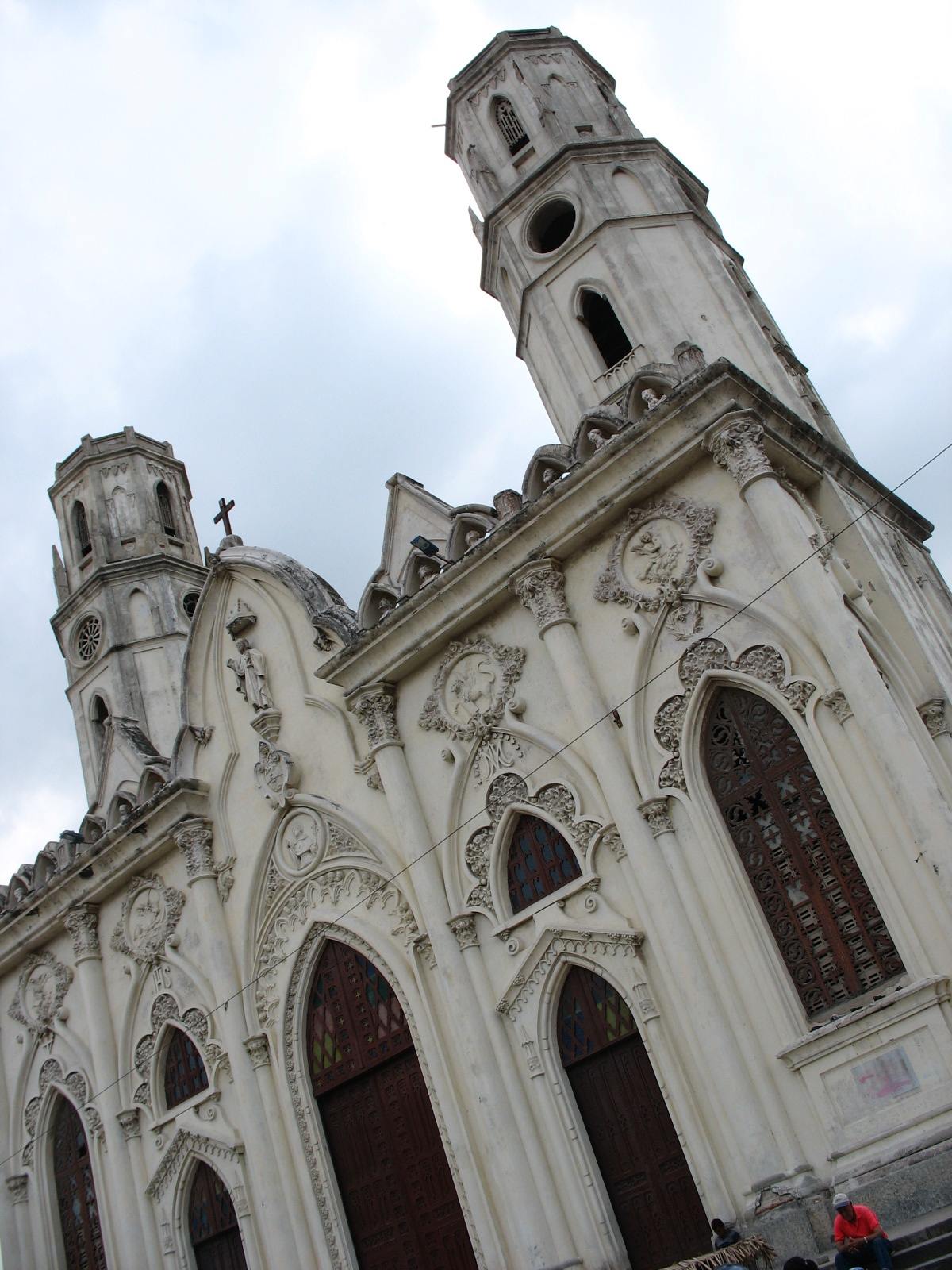
Fachada principal en 2008. La restauración tuvo lugar entre 2009 y 2011.

Desde 1629 se tienen datos de la existencia de una capilla construida en madera y paja muy cerca del lugar donde actualmente se encuentra la iglesia de San Nicolás de Tolentino.
Estas tierras eran de Nicolás de las Heras y Pantoja y luego fueron adquiridas por Nicolás de Barros y de la Guerra. La capilla ya estaba bajo la advocación de San Nicolás de Tolentino y ocasionalmente el párroco de Galapa celebraba actos litúrgicos. En el siglo XVIII comienza a ser construida en ladrillo en el lugar donde se encuentra hoy, sobre la plaza de San Nicolás.
Después de 1700, llegó a las Barrancas de San Nicolás el sacerdote Luis Suárez, cuando todavía no existían autoridades religiosas, y organizó a los habitantes para que solicitaran la legalización de los terrenos donde vivían. En 1730 empezó a promover la idea de la construcción de una iglesia de material resistente (teja), para lo cual despejó el terreno donde se construiría la edificación.
En 1734 se inició la construcción de la iglesia con la aprobación de la curia y con la colaboración de los vecinos, era de estilo romano y tenía tres naves. El alcalde pedáneo Lorenzo Téllez escribió un memorial a las autoridades de Cartagena exigiendo el apoyo para la construcción de la iglesia.
En 1747, la iglesia de San Nicolás de Tolentino es elevada a la categoría de parroquia por el obispo de Cartagena. En esa fecha el párroco era el presbítero Luis de Suárez, que llevaba más de 10 años motivando a la feligresía para recaudar fondos con el fin de reconstruir la deteriorada parroquia. El primer párroco fue Nicolás Mateo Fernández Ternero.
En 1772, el obispo Diego de Peredo en su informe sobre la situación de los pueblos del Partido de Tierradentro, escribió: “Barranquilla, sitio de libres en la orilla de una ciénaga o caño del río de la Magdalena. Tiene iglesia parroquial de piedra, teja, capaz y muy decente”.
Durante la reconquista española, Barranquilla fue incendiada el 25 de abril de 1815 por las tropas realistas comandadas por el capitán Valentín Capmany. Durante la batalla, las torres de la iglesia sirvieron para que los vigías observaran los movimientos del enemigo.
El 12 de junio de 1820, las tropas del ejército libertador liberan a Barranquilla. Una legión de irlandeses entró a la plaza al ritmo de himnos marciales con las campanas de la iglesia como fondo musical. El 23 y 24 de agosto de ese año, Simón Bolívar se hospedó en la residencia de Santiago Duncan, ubicada en el sitio del actual edificio Mogollón.
Bajo la dirección del ingeniero cartagenero Ignacio Gambín, en 1864 se construyó en el lado sur del templo un campanario de forma octagonal de 24 metros de altura. Posteriormente, con aportes de particulares, el Cabildo del Distrito construyó la torre del lado norte en forma cuadrada para reloj público, obra llevada a cabo por el maestro Mansueto Del Chiaro. El reloj fue adquirido en Europa e inaugurado el 19 de diciembre de 1876; estuvo hasta 1907 cuando la torre fue demolida para eliminar la disparidad entre las dos torres.
En 1874, para impedir la ruina del templo, se crea una junta de mujeres católicas integrado por Isabel Sardá, Clemencia Álvarez, Rita Rosa Buitrago, Francisca Arjona, Rita de Gerlein, Reparada García y Matilde Pareja. Esta junta cumplió con su cometido y el templo fue refaccionado.
Para el 25 de enero de 1876, una iglesia de San Nicolás en buen estado recibió la visita del obispo de Santa Marta, monseñor José Romero, ya que la diócesis de Santa Marta había agregado al distrito parroquial de Barranquilla. Esa era la primera visita pastoral y el día 2 de febrero de ese año la primera misa pontifical, cantada por monseñor Romero. 

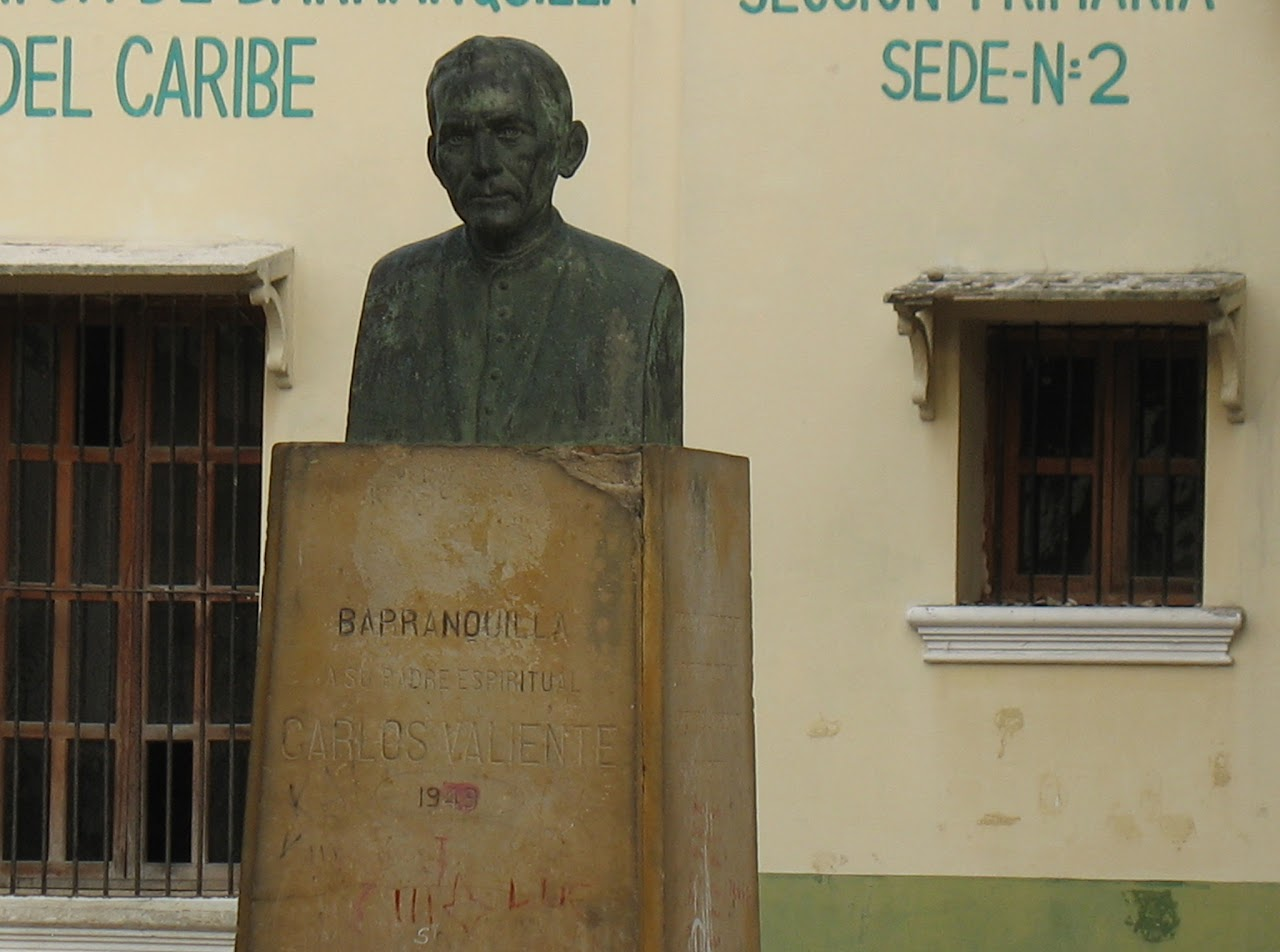
Busto del padre Carlos Valiente

En 1881 muere Antonio María Muñiz, de 90 años, quien fuera párroco de San Nicolás durante 40 años. En su reemplazo es nombrado en 1882 el presbítero cartagenero Carlos Valiente, procedente de Carmen de Bolívar, quien ocupará el cargo por 12 años. El presbítero Valiente se convierte en el gestor de la ampliación del templo en la época en que la calle Ancha se convirtió en camellón Abello durante la administración de Antonio Abello (1886). 
El 5 de enero de 1885, la plaza de San Nicolás es tomada por las tropas revolucionarias contrarias al gobierno de Rafael Núñez. El 11 de febrero, los revolucionarios al mando del capitán Ricardo Gaitán Obeso ocupan las torres de la iglesia, desde donde disparan contra el enemigo pertrechado en una casa de esquina que tenía un cañón frente a la sacristía; en dicha esquina se enterró invertido un cañón de color verde para simbolizar el fin de la guerra y se llama desde entonces del Cañón Verde.
En diciembre de 1886 se inauguraron los arreglos al templo llevados a cabo por el padre Carlos Valiente. Hasta ese momento tenía tres naves con un presbiterio y una casa cural pequeña. Valiente logró que el Concejo Municipal de Barranquilla “alineara la calle Ancha postrera a la sacristía de la iglesia y así le cediera el terreno necesario para la construcción de la nueva sacristía y casa cural”. El estilo de la construcción fue el gótico. También se trajeron tres estatuas de Francia: el Sagrado Corazón de Jesús, la Inmaculada Concepción y San José. Los arreglos duraron hasta el 9 de abril de 1948, cuando gran parte del templo fue destruido y muchos objetos robados. El 6 de diciembre de 1886 fue consagrado el altar mayor, primero de mármol en Colombia, colocado por el presbítero Valiente y bendecido por monseñor Biffi.
El 1.º de enero de 1889 se canta el primer Te Deum a instancias del Concejo Municipal.
En 1894 llega de Roma el presbítero cienaguero Pedro María Revollo y es nombrado cura examinador del párroco Carlos Valiente. Revollo remodeló la mayor parte de la parroquia: reconstruyó el techo e hizo las ampliaciones hacia el norte y hacia el sur, entre otras mejoras que realizó con apoyo de las damas que recaudaban dinero.
En 1897 se hace una nueva reforma al templo: se le agregaron dos naves más a los costados, encerrando en ellas las dos torres, que eran salientes. En 1898, bajo la dirección del constructor venezolano José Félix Fuenmayor, los anchos andenes de los costados son incluidos dentro del perímetro de la iglesia.
En 1904, el presbítero Revollo inicia la nueva fachada del templo con planos del arquitecto Mastellari, obra concluida en 1907 por el presbítero Carlos Valiente con 20 mil pesos que consiguió del Gobierno Nacional y pagó el ministro de Obras Públicas Francisco de Paula Manotas, siendo tesorero de la junta constructora Próspero A. Carbonell.
El 20 de junio de 1906, el arzobispo de Cartagena le entrega la parroquia de San Nicolás de Tolentino a la comunidad de San Agustín. En 1932, la Santa Sede crea la diócesis de Barranquilla, declara iglesia procatedral a la parroquia de San Nicolás de Tolentino y nombra como primer obispo a monseñor Calixto Leiva Charris.
Durante el gobierno de Rafael Reyes se construye la fachada del templo. Los trabajos estuvieron a cargo del arquitecto Mastellari, apoyado por los presbíteros Carlos Valiente y Pedro María Revollo.
El 9 de abril de 1948 la procatedral es profanada por enardecidos liberales que le prenden fuego, el cual consume imágenes, documentos, partidas y profanan la Eucaristía; las hostias consagradas son arrojadas a las calles. Estudiantes del colegio de San José, arriesgando su vida, recogen las hostias que pueden y las llevan en procesión hasta la parroquia de San José, donde los padres jesuitas las reciben.
El 20 de julio de 1982, en el quincuagésimo aniversario del templo de San Nicolás como iglesia procatedral de Barranquilla, la Santa Sede decreta el cambio de título catedralicio al templo «María Reina», consagrándolo como nueva Catedral de Barranquilla el 21 de agosto de 1982.

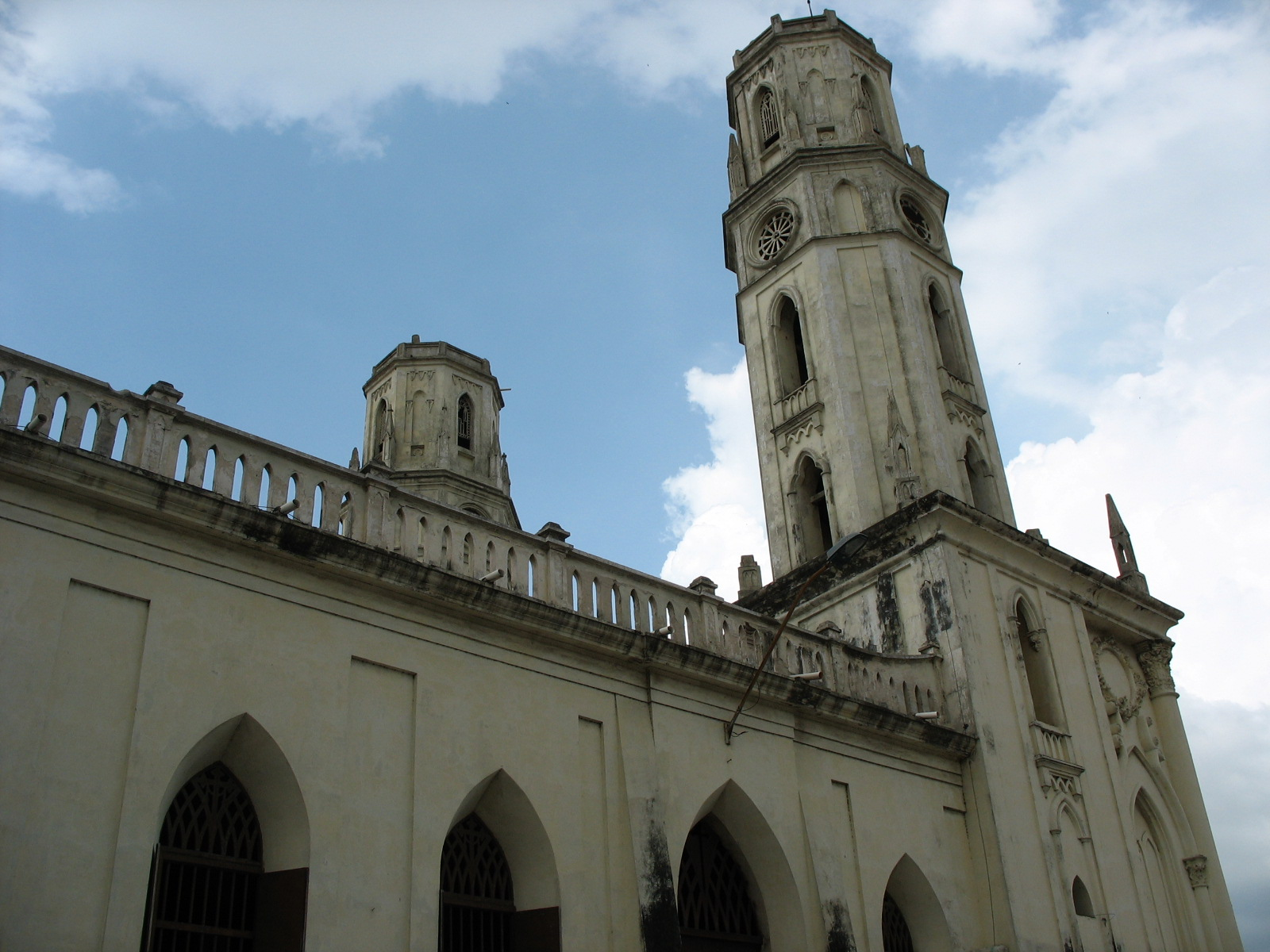
Iglesia de San Nicolás de Tolentino, costado sur.

En las últimas décadas del siglo XX, como consecuencia del deterioro del centro de Barranquilla, la plaza de San Nicolás se ha convertido en un mercado persa en el que se venden toda clase de baratijas. Las familias que anteriormente habitaban el sector emigraron a otros sectores de la ciudad y la iglesia se quedó sin feligresía propia; quienes asisten a las misas son personas que van a sus negocios y de paso ingresan al templo. Los matrimonios, que años atrás eran numerosos, se celebran uno o dos al año, igual los bautizos. El párroco actual es el presbítero Guillermo Casalins, quien reemplazó al presbítero José Antonio Martínez, quien durante 41 años administró la parroquia.
En 2005, la iglesia de San Nicolás de Tolentino recibe la declaratoria de Bien de Interés Cultural de Carácter Nacional por el Ministerio de Cultura de Colombia, lo cual asegura su restauración.

## Reliquias y obras artísticas
La iglesia de San Nicolás tiene como reliquia auténtica un pañito impregnado con la sangre del cuerpo incorrupto del santo, que es venerado en las fiestas. La otra reliquia es un huesito del santo incrustado en el interior del Altar Mayor.

## Estado de conservación y restauración
En 2009 se emprendió la restauración del templo gracias a los aportes del Ministerio de Cultura, que en 2005 lo había declarado Bien de Interés Cultural de Carácter Nacional. La iglesia fue restaurada con una inversión de $3 800 millones y abierta al público el 10 de septiembre de 2011, día de San Nicolás de Tolentino.

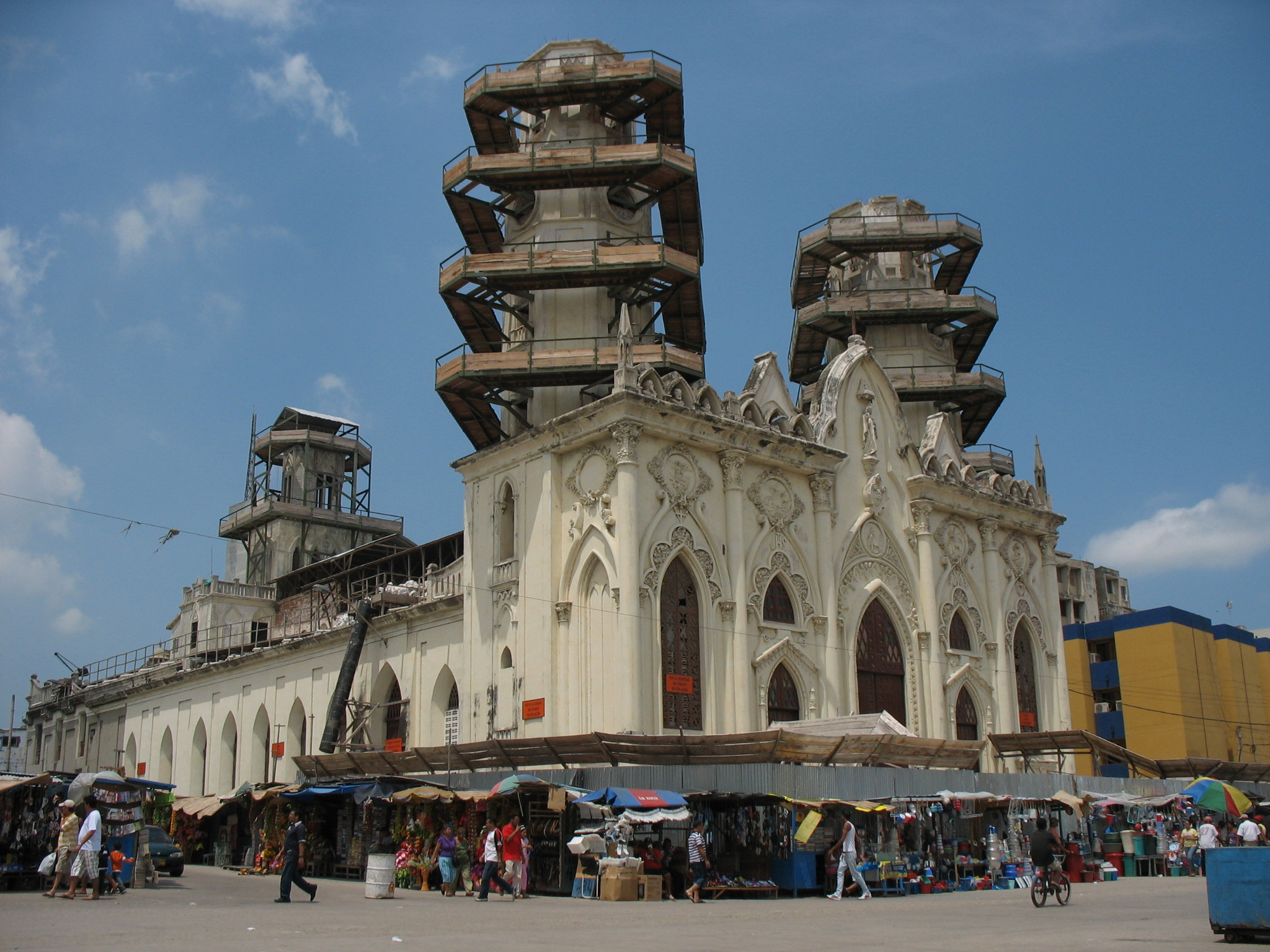
11-10-2009
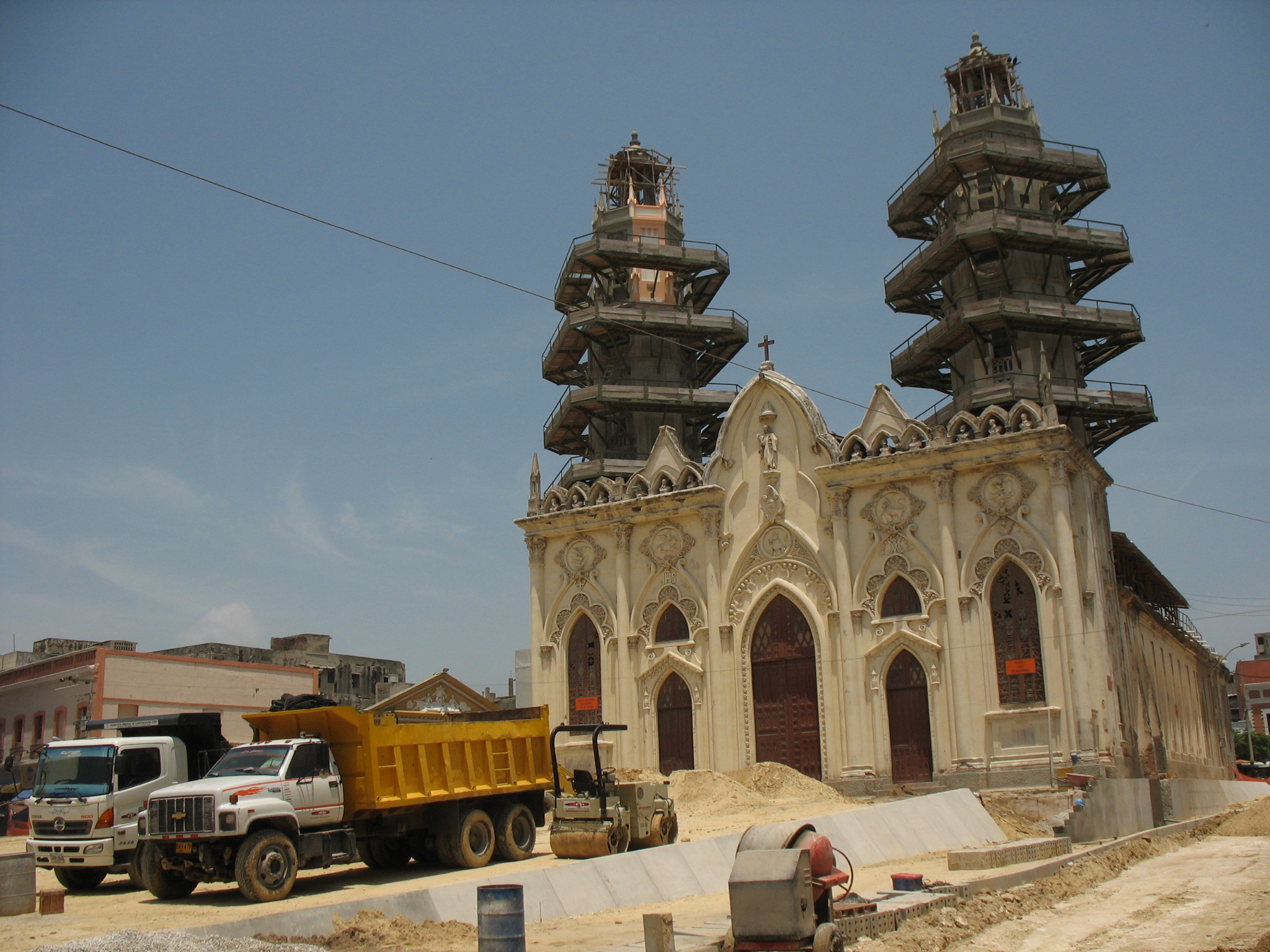
1-5-2010
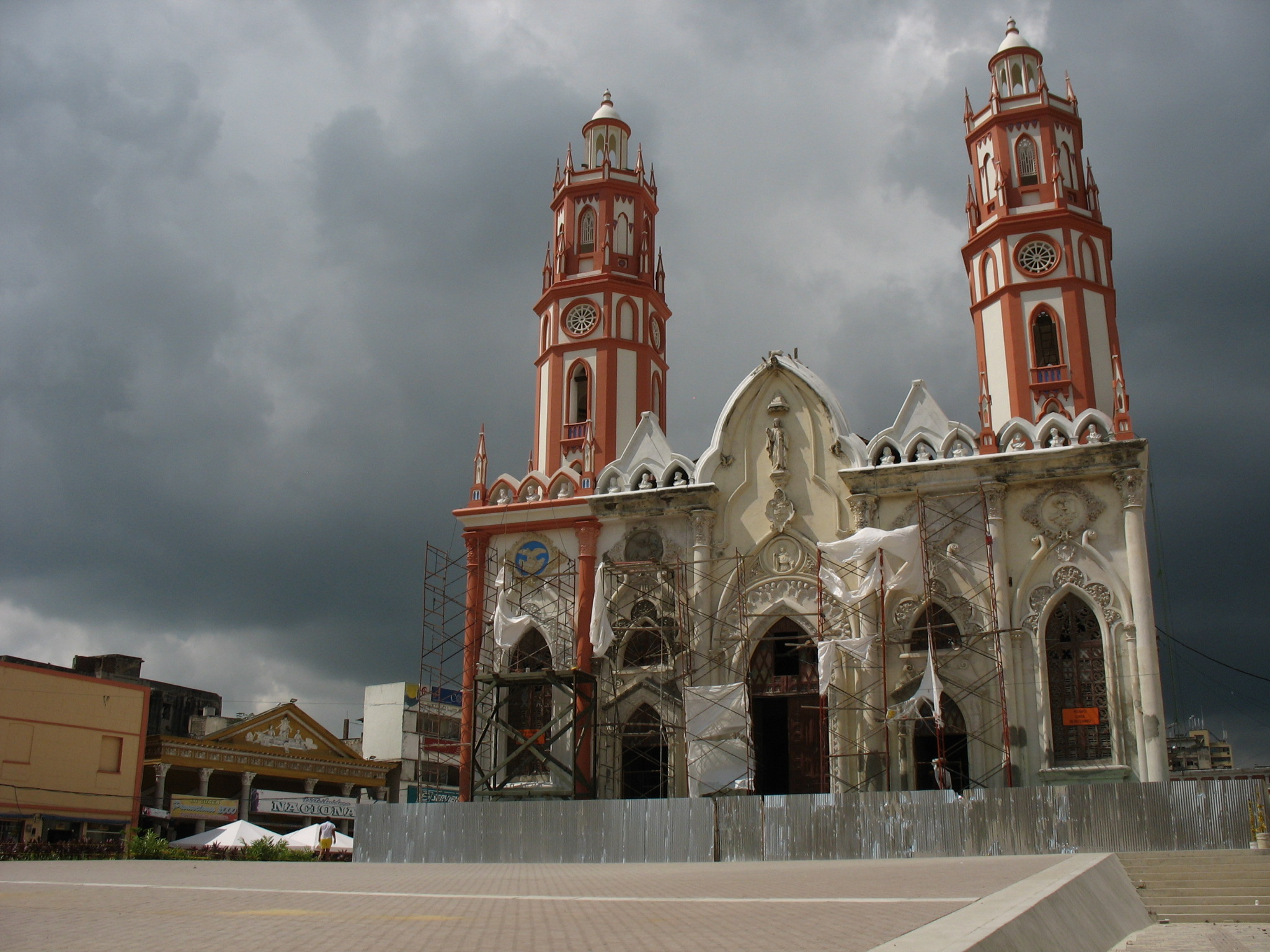
28-11-2010
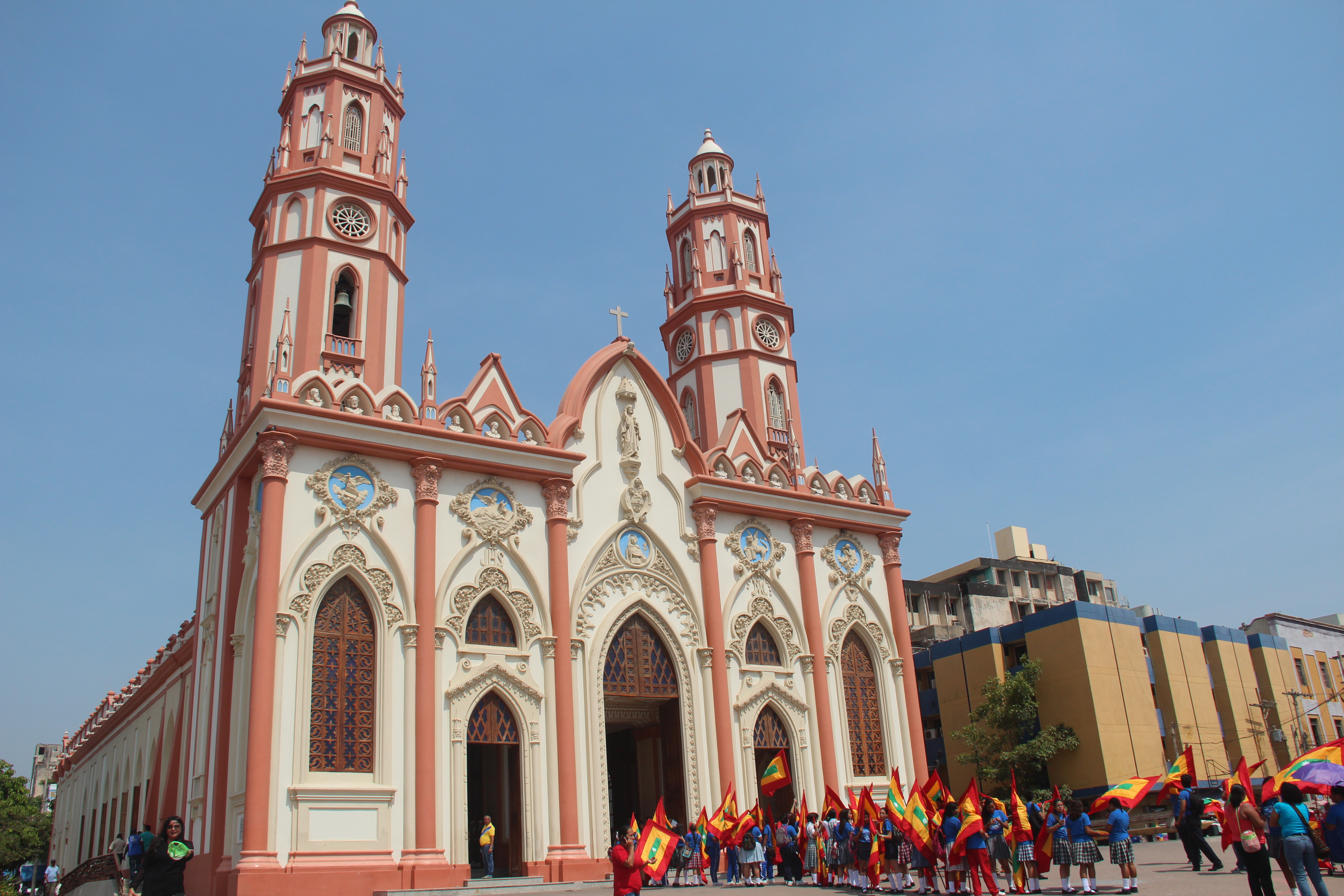
07-04-2014
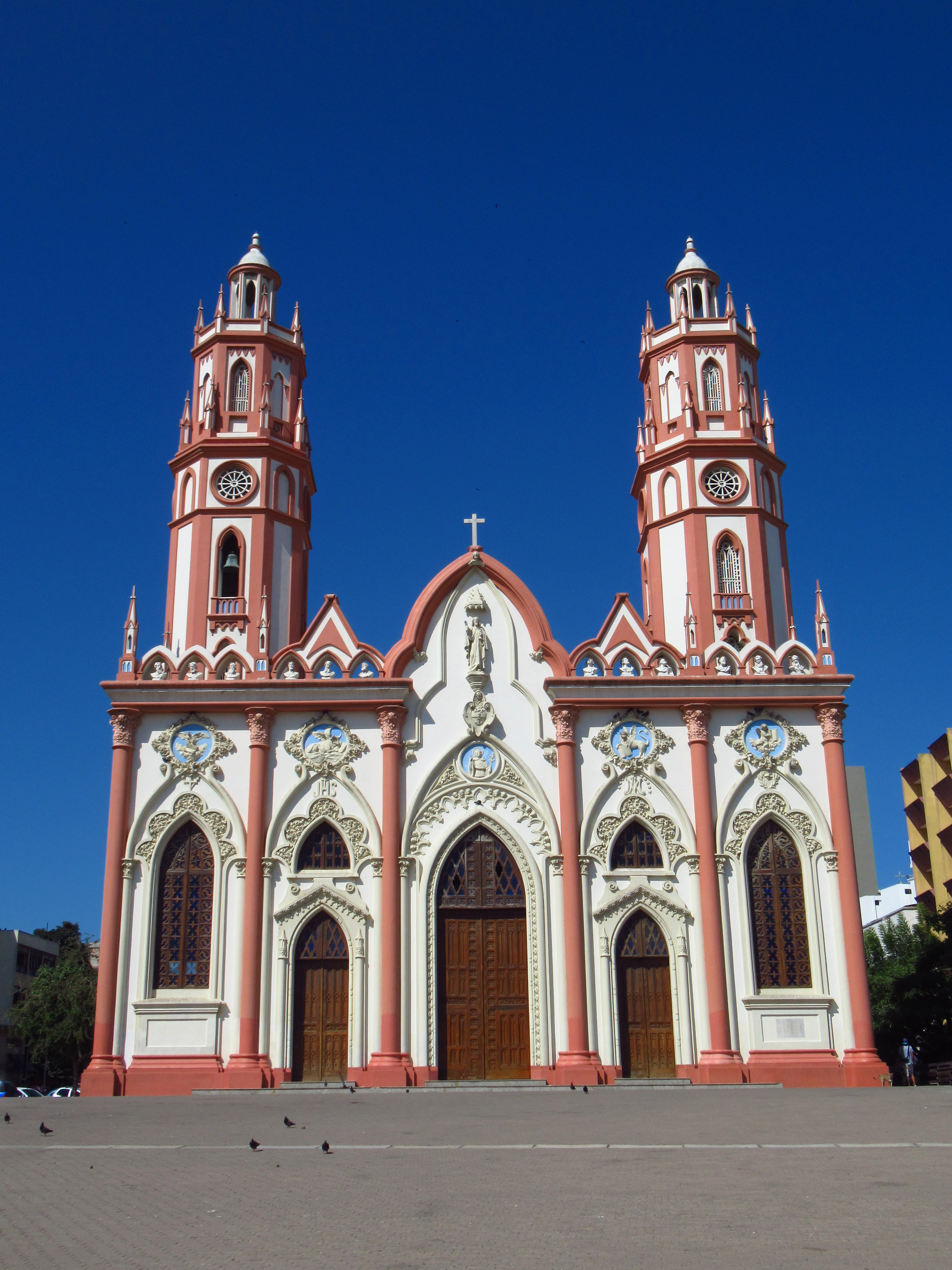
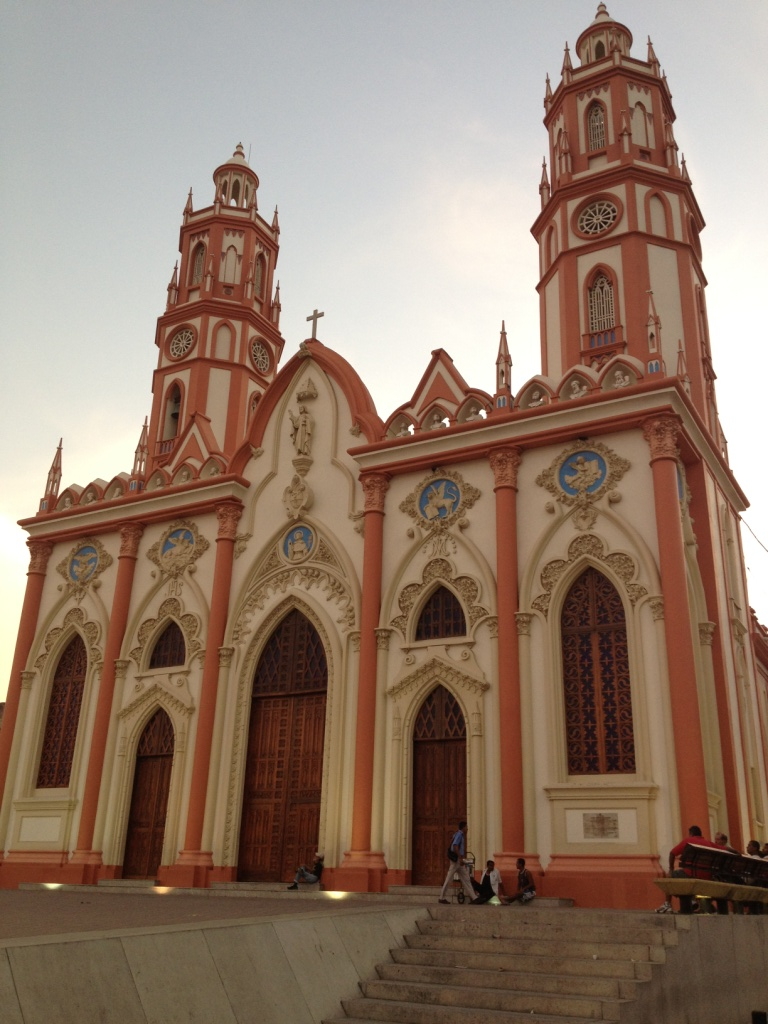
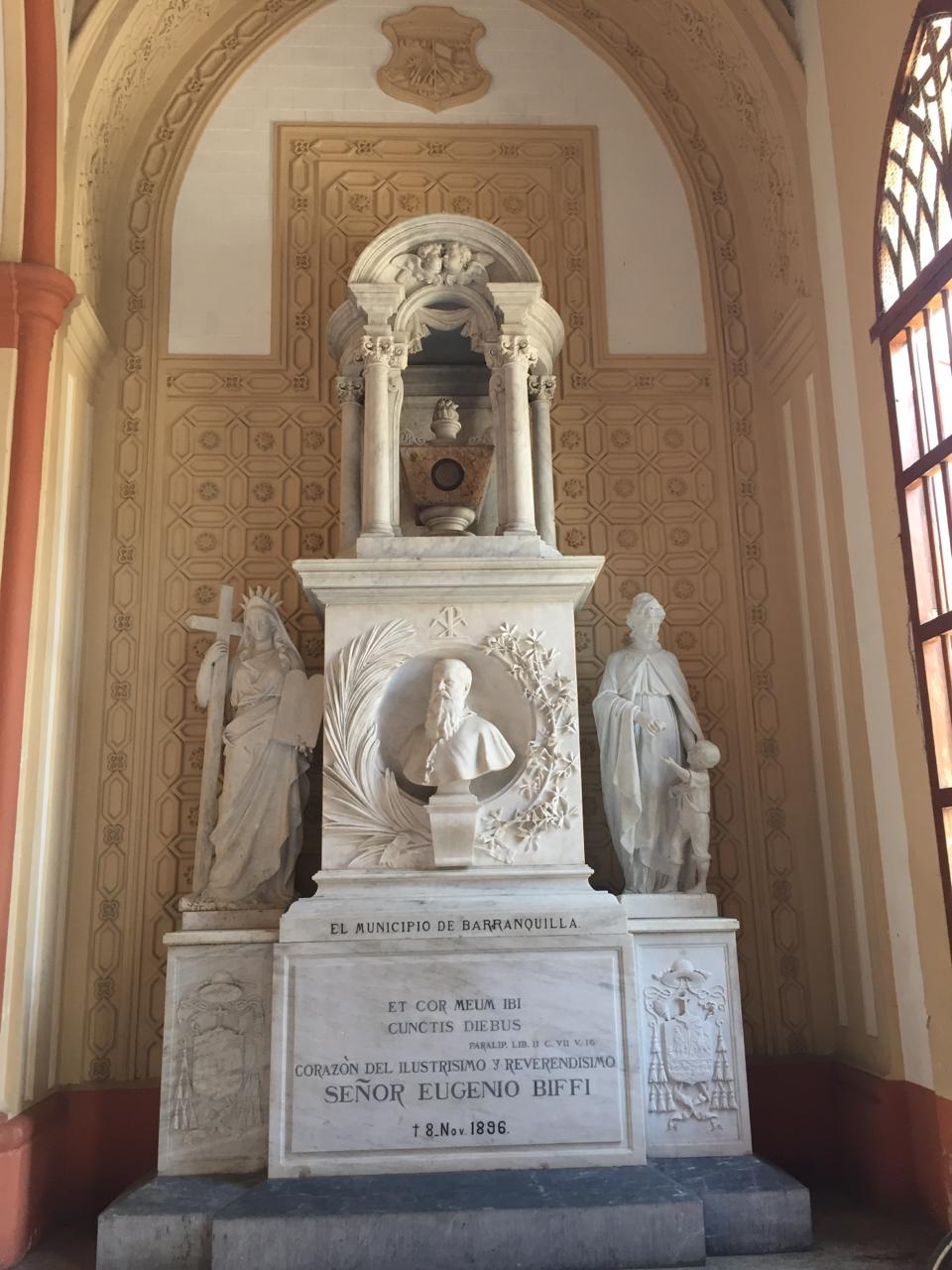
Altar monseñor Eugenio Biffi

## Ubicación y horario de misas
| Horario de misas                                 |
| Lunes, domingos y feriados                       |
| ------------------------------------------------ |
| 7:00 a. m.                                       |
| Lunes                                            |
| 6:30 p. m.                                       |
| Domingo                                          |
| 8:00 a. m., 9:00 a. m., 10:00 a. m., 11:00 a. m. |
| Lunes y feriado                                  |
| 7:30 a. m.                                       |

La dirección del templo es carrera 42 # 33-45, barrio Centro, costado occidental de la plaza de San Nicolás, costado oriental del paseo de Bolívar. Teléfono (57) (605) - 3402247.